# HMS Eclipse (H08)
«Екліпс» (H08) (англ. HMS Eclipse (H08) — військовий корабель, ескадрений міноносець типу «E» Королівського військово-морського флоту Великої Британії за часів Другої світової війни.
Есмінець брав активну участь у бойових діях на морі в Другій світовій війні; бився у Північній Атлантиці, біля берегів Франції, Західної Африки та Норвегії, на Середземному морі, супроводжував арктичні конвої. За проявлену мужність та стійкість у боях нагороджений шістьма бойовими відзнаками.
24 жовтня 1943 року підірвався на мінному полі в Егейському морі поблизу острову Калімнос, Греція.

## Історія створення
Есмінець «Екліпс» був закладений 22 березня 1933 року на корабельні компанії William Denny and Brothers, Дамбартон. 12 квітня 1934 року він був спущений на воду, а 29 листопада 1934 року увійшов до складу Королівських ВМС Великої Британії. 

## Історія служби
З початком Другої світової війни, есмінець перебував у складі Хоум Фліт. У вересні 1939 року включений до складу сил 12-ї флотилії есмінців у Росайті. Виконував завдання з протичовнової оборони північного узбережжя Англії та Шотландії.
4 вересня 1939 року «Екліпс» з авіаносцем «Корейджес», есмінцями «Акаста», «Ентоні», «Амазон» та «Адент» вийшли на протичовнове патрулювання з порту Плімут. Близько 19:15 «Екліпс» атакував виявлений підводний човен противника, але це виявилось помилкою.
5 вересня 1939 року з лінійним кораблем «Раміліз» та есмінцями «Ексмут», «Ескапада» та «Енкаунтер» прикривали перехід транспортного конвою з військами у водах Атлантики.
У листопаді разом з «Ексмут» та «Еко» ескортував лінійний крейсер «Худ» у пошукових діях німецьких рейдерів — лінкорів «Шарнгорст» і «Ґнайзенау», які в ході свого рейду потопили британський допоміжний крейсер «Равалпінді». південніше Ісландії.

### 1940
8 квітня 1940 року есмінець «Екліпс» супроводжував конвой ON 25 до берегів Норвегії з метою підтримки військової операції британської армії в контексті вторгнення вермахту до цієї країни. 11 числа дістав серйозних пошкоджень у наслідок повітряних атак німецьких літаків. Притягнутий есмінцем «Ескорт» до Лервіка на Шетландських островах, згодом переведений до корабелень Клайда, де встав на ремонт, який тривав до липня 1940 року
У серпні 1940 року корабель брав участь в операції «Меніс» — висадці союзних військ у Дакарі та захопленні французької колонії у Західній Африці.

### 1941
25 березня 1941 року «Екліпс» з «Фоксхаунд» вийшли на забезпечення конвою WS 7.
3 серпня 1941 року есмінець «Екліпс» включений до ескортного угруповання морського десанту, що готувалась під командуванням віце-адмірала Ф. Віана до проведення спеціальної операції «Гонтлет», з висадки британських командос на лайнері «Імператриця Австралії», що вийшли десантом на захоплення Шпіцбергену та знищення німецьких вугільних шахт. 19 серпня рейдова група британських військовослужбовців висадилась на узбережжя та розпочала виконувати завдання операції. Мирне населення було евакуйоване до Архангельська та Британії, а промислові потужності видобутку вугілля були виведені з ладу.
8 серпня 1941 року з Хваль-фіорда у Рейк'явіку вийшов перший арктичний конвой до Радянського Союзу під умовною назвою «Дервіш». Він повинен був доставити в Архангельськ 48 винищувачів «Харрікейн». До складу конвою входили старий авіаносець «Аргус» і 6 есмінців ескорту, які супроводжували транспортні судна. Групу прикриття контр-адмірала Вейк-Волкера становили авіаносець «Вікторіос» і важкі крейсери «Девоншир» і «Саффолк».
25 серпня «Екліпс» приєднався до групи кораблів, що разом з авіаносцем «Аргус» забезпечували далеку охорону транспортного конвою «Дервіш». 1 вересня конвой безперешкодно та без втрат досяг Кольської затоки.
З 18 жовтня 1941 року «Екліпс» супроводжував арктичні конвої PQ 2 з Ліверпуля до Архангельська й QP 2 зворотно до Керкволла.

### 1942
1 березня 1942 року з порту Рейк'явіка до Мурманська у супроводі ближнього ескорту вирушив конвой PQ 12, який налічував 16 вантажних суден зі стратегічно важливими матеріалами та військовою технікою для Радянського союзу. 5 березня до них на посилення супроводу прибули легкий крейсер «Кенія» та есмінці «Оффа» і «Орібі». 3 та 5 числа з Рейк'явіка та зі Скапа-Флоу відповідно вийшли сили далекого океанського супроводження. Ескадрений міноносець «Екліпс» вийшов з групою ескорту лінійних кораблів «Кінг Джордж V» і «Дюк оф Йорк», лінійного крейсера «Рінаун» та авіаносця «Вікторіос». У той же час з Росії вийшов назустріч конвой QP 8. Місцем рандеву для транспортних конвою та кораблів ескорту визначався норвезький острів Ян-Маєн. За даними британської розвідки на перехоплення транспортних конвоїв німці зібрали рейдову групу на чолі з лінкором «Тірпіц». Невдовзі після виходу німецького рейдера з норвезького фіорду підводний човен «Сівулф» виявив його у відкритому морі. Обидва угруповання кораблів здійснили спробу напасти на противника, але марно. Врешті-решт «Тірпіц» повернув додому, а 12 березня 1942 року конвой PQ 12 благополучно прибув до Мурманська, не втративши жодного корабля чи судна.
Згодом корабель входив до складу ескортних сил, що супроводжували арктичні конвої PQ 13, QP 8 та QP 10.
У травні 1942 року «Екліпс» входив до сил ескорту великого конвою PQ 16, який супроводжував 35 транспортних суден (21 американське, 4 радянські, 8 британських, 1 голландське та одне під панамським прапором) до Мурманська від берегів Ісландії зі стратегічними вантажами і військовою технікою з США, Канади і Великої Британії. Його супроводжували 17 ескортних кораблів союзників, до острова Ведмежий конвой прикривала ескадра з 4 крейсерів і 3 есмінців.
Попри атакам німецького підводного човна U-703, повітряним нападам бомбардувальників He 111 та Ju 88 бомбардувальних ескадр I./KG 26 і KG 30 конвой, втратив сім суден і ще одне повернуло назад на початку походу, дістався свого місця призначення.
У вересні 1942 року «Екліпс» включили до ескорту конвоїв PQ 18, що доставляв за програмами ленд-лізу озброєння, військову техніку і важливі матеріали та майно до Радянського Союзу.
16 вересня есмінець приєднався до головних сил флоту для супроводження конвою QP 14, що повертався з СРСР до Лох-Ів у Шотландії. 65 бойових кораблів супроводжували невеличкий транспортний конвой з 17 суден.
У цілому конвой втратив шість кораблів та суден, тільки один U-435 встиг потопити чотири союзних судна.
14 грудня 1942 року «Екліпс» з лідером «Інглефілд», есмінцями «Фокнор», «Ф'юрі», «Боудіка», «Еко» ескортували крейсери «Шеффілд» та «Ямайка», що разом утворювали з'єднання R, вийшовши на супровід арктичного конвою JW 51A до Росії. Після успішного проведення конвою корабель повернувся зі зворотнім RA 51.

### 1943
7 січня 1943 року есмінець «Екліпс» вийшов до Ісландії, де увійшов до сил британського флоту, що супроводжували чергові конвої до СРСР. З 17 по 27 січня він залучався до ескортування конвою JW 52 з 15 транспортників, які йшли до Кольської затоки. «Екліпс» діяв у складі ескорту, який очолював лінкор «Енсон».
21 лютого 1943 року «Екліпс» вийшов на супровід чергового конвою JW 53 до Росії27 лютого через погані погодні умови залишив конвой та повернувся додому.
23 вересня 1943 року екіпаж есмінця «Екліпс» виявив в Егейському морі неподалік від Родоса німецьке транспортне судно (колишнє італійське) SS Gaetano Donizetti, яке супроводжував міноносець TA 10, і відкрив вогонь. У наслідок вогневого впливу, на борту якого перебувало 1 600 італійських військовополонених з німецьким екіпажем та охороною, «Доніцетті» затонув за лічені хвилини.

### Загибель
24 жовтня 1943 року «Екліпс» просувався поблизу грецьких островів, окупованих німцями, та неподалік від острову Калімнос, Греція, потрапив на мінне поле. У наслідок вибуху міни есмінець переломився навпіл і за 5 хвилин затонув. Результатом катастрофи стала загибель 119 членів екіпажу та 134 солдатів Королівського Східно-Кентського полку британської армії, що перебували на борту.